# Меган Джастраб
Меган Джастраб (англ. Megan Jastrab, нар. 29 січня 2002) — американська велогонщиця, бронзова призерка Олімпійських ігор 2020 року.

## Виступи на Олімпіадах
| Олімпіада  | Дисципліна                    | Місце |
| ---------- | ----------------------------- | ----- |
| Токіо 2020 | командна гонка переслідування | 3     |
| Токіо 2020 | медісон                       | 9     |

## Зовнішні посилання
- Меган Джастраб [Архівовано 8 серпня 2021 у Wayback Machine.] на сайті Cycling Archives